# بورگک
بورگک (به آلمانی: Burgk) یک شهر در آلمان است که در تورینگن واقع شده‌است. بورگک ۱۰۲ نفر جمعیت دارد.